# 미하시 다쿠야
미하시 다쿠야(일본어: 三橋 拓也, 1992년 3월 6일 ~ )는 일본의 축구 선수이다.

## 구단 경력
후지에다 MYFC에서 활동하였다.